# Cylindrocarpon carneum
Cylindrocarpon carneum är en svampart som beskrevs av C. Booth & H.C. Evans 1984. Cylindrocarpon carneum ingår i släktet Cylindrocarpon och familjen Nectriaceae.   Inga underarter finns listade i Catalogue of Life.